# Parafia św. Michała Archanioła w Kupielu
Parafia św. Michała Archanioła w Kupieli – parafia rzymskokatolicka w Kupieli, należy do dekanatu Równe w diecezji łuckiej.

## Duszpasterze

### Proboszcz
ks. z Rokitna